# Дерманци
Дерманци (болг. Дерманци) — село в Болгарии. Находится в Ловечской области, входит в общину Луковит. Население составляет 2354 человека.

## Политическая ситуация
В местном кметстве Дерманци, в состав которого входит Дерманци, должность кмета (старосты) исполняет Стойко  Пелов Стойков (Коммунистическая партия Болгарии (КПБ)) по результатам выборов.
Кмет (мэр) общины Луковит — Петыр Георгиев Нинчев (независимый) по результатам выборов.